# Fußball-Club Bayern München 1963-1964
Questa voce raccoglie le informazioni riguardanti il Fußball-Club Bayern München nelle competizioni ufficiali della stagione 1963-1964.

## Stagione
Nella stagione 1963-1964 il Bayern Monaco, allenato da Tschik Čajkovski, concluse il campionato di Regionalliga sud al 2º posto. Negli spareggi promozione il Bayern Monaco fu eliminato nella fase a gironi.

## Rosa
| N. |                     | Ruolo | Calciatore          |
| -- | ------------------- | ----- | ------------------- |
|    | Germania (bandiera) | P     | Fritz Kosar         |
|    | Germania (bandiera) | P     | Sepp Maier          |
|    | Germania (bandiera) | D     | Karl Borutta        |
|    | Germania (bandiera) | D     | Herbert Erhardt     |
|    | Germania (bandiera) | D     | Adolf Kunstwadl     |
|    | Germania (bandiera) | D     | Peter Kupferschmidt |
|    | Germania (bandiera) | D     | Manfred Mokosch     |
|    | Germania (bandiera) | D     | Werner Olk          |
|    | Germania (bandiera) | D     | Norbert Wodarzik    |
|    | Germania (bandiera) | C     | Werner Arnold       |
|    | Germania (bandiera) | C     | Franz Beckenbauer   |
|    | Germania (bandiera) | C     | Georg Bogeschdorfer |

| N. |                     | Ruolo | Calciatore         |
| -- | ------------------- | ----- | ------------------ |
|    | Germania (bandiera) | C     | Jakob Drescher     |
|    | Germania (bandiera) | C     | Robert Grosser     |
|    | Germania (bandiera) | C     | Rudolf Grosser     |
|    | Germania (bandiera) | C     | Otto Jaworski      |
|    | Germania (bandiera) | C     | Dieter Koulmann    |
|    | Germania (bandiera) | C     | Rainer Ohlhauser   |
|    | Germania (bandiera) | C     | Heinz Ostner       |
|    | Germania (bandiera) | C     | Oswald Schumacher  |
|    | Germania (bandiera) | A     | Dieter Brenninger  |
|    | Germania (bandiera) | A     | Werner Ipta        |
|    | Germania (bandiera) | A     | Josef Röckenwagner |
|    | Germania (bandiera) | A     | Karl Schneider     |

## Organigramma societario
Area tecnica
- Allenatore: Tschik Čajkovski
- Allenatore in seconda:
- Preparatore dei portieri:
- Preparatori atletici:
- Analisi video:

## Calciomercato

### Sessione estiva
| Acquisti | Acquisti        | Acquisti     | Acquisti |
| R.       | Nome            | da           | Modalità |
| -------- | --------------- | ------------ | -------- |
| A        | Werner Ipta     | Schalke 04   |          |
| C        | Dieter Koulmann | Schwenningen |          |

| Cessioni | Cessioni        | Cessioni         | Cessioni |
| R.       | Nome            | a                | Modalità |
| -------- | --------------- | ---------------- | -------- |
| A        | Alfred Brecht   | Waldhof Mannheim |          |
| C        | Willi Giesemann | Amburgo          |          |
| C        | Peter Grosser   | Monaco 1860      |          |
| C        | Harry Sieber    | Schwaben Augusta |          |

## Risultati

### Regionalliga

#### Girone di andata
| Arbitro: | Handwerker |

|                                                                     |           |             |
| Drescher 10’ Borutta 11’ Schneider 13’ Ohlhauser 20’ Brenninger 29’ | Marcatori | 75’ Schäfer |

| Arbitro: | Tschenscher |

|               |           |                                                            |
| Höflinger 54’ | Marcatori | 13’, 41’, 49’, 74’, 86’, 90’ Ohlhauser 43’, 45’ Brenninger |

| Arbitro: | Hubbuch |

|                                 |           |                           |
| Ohlhauser 35’, 84’ Drescher 51’ | Marcatori | 13’ John 47’, 62’ Büttner |

| Arbitro: | Jacobi |

|                        |           |                                    |
| Becker 32’ Huttary 70’ | Marcatori | 43’ Ipta 47’ Drescher 71’ Koulmann |

| Arbitro: | Kolb |

|                                 |           |  |
| Borutta 28’, 65’ Brenninger 75’ | Marcatori |  |

| Arbitro: | Mathieu |

|             |           |             |
| Sattler 13’ | Marcatori | 63’ Borutta |

| Arbitro: | Schmid |

|              |           |           |
| Drescher 76’ | Marcatori | 79’ Tripp |

| Arbitro: | Riegg |

|           |           |          |
| Bauer 64’ | Marcatori | 15’ Ipta |

| Arbitro: | Ebersberger |

|                                                |           |              |
| Wodarzik 17’, 85’ Ohlhauser 35’ Brenninger 77’ | Marcatori | 63’ Fröhlich |

| Arbitro: | Sparing |

|                            |           |  |
| Bast 8’, 19’ Röthinger 35’ | Marcatori |  |

| Arbitro: | Kreitlein |

|                                                           |           |             |
| Brenninger 10’ Erhardt 51’ Röckenwagner 55’ Ohlhauser 88’ | Marcatori | 89’ Seißler |

| Arbitro: | Kandlbinder |

|                                                                    |           |                             |
| Lang 10’ (aut.) Ohlhauser 20’, 21’, 61’, 64’, 81’ Röckenwagner 67’ | Marcatori | 13’ Schweighöfer 42’ Krüger |

| Arbitro: | Reil |

|                         |           |                                                                  |
| Remus 41’ Schneider 66’ | Marcatori | 17’ Röckenwagner 24’, 51’ Brenninger 74’ Ipta 84’, 87’ Ohlhauser |

| Arbitro: | Treiber |

|                       |           |  |
| Drescher 25’ Ipta 75’ | Marcatori |  |

| Arbitro: | Jedele |

|                            |           |  |
| Schäfer 18’ Braun 43’, 63’ | Marcatori |  |

| Arbitro: | Schreiner |

|                                                   |           |  |
| Mack 38’ (aut.) Ohlhauser 54’, 65’ Brenninger 67’ | Marcatori |  |

| Arbitro: | Hager |

|                               |           |                               |
| Breithaupt 70’ Bernrieder 88’ | Marcatori | 52’ Röckenwagner 61’ Drescher |

| Arbitro: | Fischer |

|                                                           |           |  |
| Drescher 33’ Röckenwagner 34’, 75’ Ipta 39’ Ohlhauser 60’ | Marcatori |  |

| Arbitro: | Tschenscher |

|                            |           |                                 |
| Praxl 54’, 68’ Siebert 81’ | Marcatori | 30’ Röckenwagner 40’ Brenninger |

#### Girone di ritorno
| Arbitro: | Jacobi |

|                            |           |  |
| Erhardt 55’ Brenninger 75’ | Marcatori |  |

| Arbitro: | Fritz |

|                |           |                                                      |
| Windhausen 83’ | Marcatori | 45’ Erhardt 53’ (aut.) Windhausen 63’, 65’ Ohlhauser |

| Arbitro: | Kreitlein |

|              |           |  |
| Drescher 85’ | Marcatori |  |

| Arbitro: | Binder |

|                                |           |                                                     |
| Pfenninger 27’, 82’ Schalk 69’ | Marcatori | 10’ Ohlhauser 54’ Drescher 54’, 58’, 89’ Brenninger |

| Arbitro: | Handwerker |

|                                                                       |           |                             |
| Ohlhauser 7’, 19’, 34’ Brenninger 84’ Schneider 87’, 89’ Drescher 90’ | Marcatori | 54’ Tagliaferri 78’ Bertram |

| Arbitro: | Tschenscher |

|                                     |           |                          |
| Süß 3’, 18’ Nuber 22’, 58’ Held 60’ | Marcatori | 39’, 40’, 63’ Brenninger |

| Arbitro: | Seiler |

|                            |           |             |
| Wodarzik 42’ Ohlhauser 81’ | Marcatori | 35’ Hofmann |

| Arbitro: | Seiler |

|            |           |                                                             |
| Maurus 55’ | Marcatori | 21’, 76’ Brenninger 50’ Schneider 82’ Wodarzik 85’ Koulmann |

| Arbitro: | Neumeier |

|                     |           |  |
| Brenninger 48’, 74’ | Marcatori |  |

| Arbitro: | Schmid |

|  |           |                                  |
|  | Marcatori | 24’, 38’ Ohlhauser 73’ Schneider |

| Arbitro: | Betz |

|                                       |           |                |
| Masurek 6’, 17’ Krüger 33’ Gunkel 37’ | Marcatori | 28’ Brenninger |

| Arbitro: | Jacobi |

|                            |           |                            |
| Erhardt 55’ Brenninger 78’ | Marcatori | 1’ (aut.) Maier 87’ Schmid |

| Arbitro: | Kolb |

|              |           |                                            |
| Schlüter 31’ | Marcatori | 67’ Schneider 70’ Ohlhauser 87’ Brenninger |

| Arbitro: | Mohrs |

|              |           |                |
| Schneider 3’ | Marcatori | 33’, 72’ Späth |

| Arbitro: | Reil |

|                        |           |                        |
| Apfelbeck 19’ Mack 31’ | Marcatori | 14’ Ohlhauser 44’ Ipta |

| Arbitro: | Siebert |

|                                              |           |  |
| Ohlhauser 7’ Brenninger 56’, 74’ Borutta 63’ | Marcatori |  |

| Arbitro: | Scheuring |

|           |           |  |
| Greim 22’ | Marcatori |  |

| Arbitro: | Siebert |

|                                          |           |                                                           |
| Jaworski 44’, 48’, 68’ Bogeschdorfer 64’ | Marcatori | 55’, 56’, 73’ Müller 62’ Stocker 83’ Hoffmann 87’ Günther |

| Arbitro: | Handwerker |

|                              |           |                            |
| Schäfer 5’, 35’ Dietrich 37’ | Marcatori | 17’ Ipta 36’, 55’ Jaworski |

### Spareggi promozione
| Arbitro: | Malka |

|  |           |                                          |
|  | Marcatori | 24’, 51’, 89’ Brenninger 84’ Beckenbauer |

| Arbitro: | Zimmermann |

|                |           |             |
| Brenninger 77’ | Marcatori | 23’ Fiebach |

| Arbitro: | Baumgärtel |

|  |           |               |
|  | Marcatori | 21’ Ohlhauser |

| Arbitro: | Niemeyer |

|  |           |                             |
|  | Marcatori | 23’ (rig.) Ringel 77’ Kuntz |

| Arbitro: | Sturm |

|                              |           |  |
| Fischer 60’, 62’ Fiebach 89’ | Marcatori |  |

| Arbitro: | Ott |

|                                                                 |           |              |
| Schneider 18’, 68’ Brenninger 23’, 30’ Beckenbauer 61’ Ipta 81’ | Marcatori | 64’ Acolatse |

## Statistiche

### Statistiche di squadra
| Competizione        | Punti | In casa | In casa | In casa | In casa | In casa | In casa | In trasferta | In trasferta | In trasferta | In trasferta | In trasferta | In trasferta | Totale | Totale | Totale | Totale | Totale | Totale | DR  |
| Competizione        | Punti | G       | V       | N       | P       | Gf      | Gs      | G            | V            | N            | P            | Gf           | Gs           | G      | V      | N      | P      | Gf     | Gs     | DR  |
| ------------------- | ----- | ------- | ------- | ------- | ------- | ------- | ------- | ------------ | ------------ | ------------ | ------------ | ------------ | ------------ | ------ | ------ | ------ | ------ | ------ | ------ | --- |
| Regionalliga sud    | 52    | 19      | 14      | 3       | 2       | 63      | 22      | 19           | 8            | 5            | 6            | 52           | 39           | 38     | 22     | 8      | 8      | 115    | 61     | +54 |
| Spareggi promozione | -     | 3       | 1       | 1       | 1       | 7       | 4       | 3            | 2            | 0            | 1            | 5            | 3            | 6      | 3      | 1      | 2      | 12     | 7      | +5  |
| Totale              | 52    | 22      | 15      | 4       | 3       | 70      | 26      | 22           | 10           | 5            | 7            | 57           | 42           | 44     | 25     | 9      | 10     | 127    | 68     | +59 |

### Andamento in campionato
| Giornata  | 1 | 2 | 3 | 4 | 5 | 6 | 7 | 8 | 9 | 10 | 11 | 12 | 13 | 14 | 15 | 16 | 17 | 18 | 19 | 20 | 21 | 22 | 23 | 24 | 25 | 26 | 27 | 28 | 29 | 30 | 31 | 32 | 33 | 34 | 35 | 36 | 37 | 38 |
| --------- | - | - | - | - | - | - | - | - | - | -- | -- | -- | -- | -- | -- | -- | -- | -- | -- | -- | -- | -- | -- | -- | -- | -- | -- | -- | -- | -- | -- | -- | -- | -- | -- | -- | -- | -- |
| Luogo     | C | T | C | T | C | T | C | T | C | T  | C  | C  | T  | C  | T  | C  | T  | C  | T  | C  | T  | C  | T  | C  | T  | C  | T  | C  | T  | T  | C  | T  | C  | T  | C  | T  | C  | T  |
| Risultato | V | V | N | V | V | N | N | N | V | P  | V  | V  | V  | V  | P  | V  | N  | V  | P  | V  | V  | V  | V  | V  | P  | V  | V  | V  | V  | P  | N  | V  | P  | N  | V  | P  | P  | N  |
| Posizione | 2 | 1 | 3 | 3 | 1 | 2 | 3 | 3 | 2 | 4  | 2  | 1  | 1  | 1  | 2  | 2  | 2  | 2  | 2  | 2  | 2  | 1  | 1  | 1  | 2  | 2  | 1  | 1  | 1  | 1  | 1  | 1  | 1  | 1  | 1  | 2  | 2  | 2  |

Legenda:

Luogo: C = Casa; T = Trasferta. Risultato: V = Vittoria; N = Pareggio; P = Sconfitta.

### Statistiche dei giocatori
| Giocatore        | Spareggi promozione | Spareggi promozione | Spareggi promozione | Spareggi promozione | Regionalliga sud | Regionalliga sud | Regionalliga sud | Regionalliga sud | Totale   | Totale | Totale      | Totale     |
| Giocatore        | Presenze            | Reti                | Ammonizioni         | Espulsioni          | Presenze         | Reti             | Ammonizioni      | Espulsioni       | Presenze | Reti   | Ammonizioni | Espulsioni |
| ---------------- | ------------------- | ------------------- | ------------------- | ------------------- | ---------------- | ---------------- | ---------------- | ---------------- | -------- | ------ | ----------- | ---------- |
| W. Arnold        | 0                   | 0                   | 0                   | 0                   | 2                | 0                | 0                | 0                | 2        | 0      | 0           | 0          |
| F. Beckenbauer   | 6                   | 2                   | 0                   | 0                   | 0                | 0                | 0                | 0                | 6        | 2      | 0           | 0          |
| G. Bogeschdorfer | 0                   | 0                   | 0                   | 0                   | 2                | 1                | 0                | 0                | 2        | 1      | 0           | 0          |
| K. Borutta       | 0                   | 0                   | 0                   | 0                   | 29               | 5                | 0                | 0                | 29       | 5      | 0           | 0          |
| D. Brenninger    | 6                   | 6                   | 0                   | 0                   | 34               | 27               | 0                | 0                | 40       | 33     | 0           | 0          |
| J. Drescher      | 6                   | 0                   | 0                   | 0                   | 32               | 10               | 0                | 0                | 38       | 10     | 0           | 0          |
| H. Erhardt       | 5                   | 0                   | 0                   | 0                   | 35               | 4                | 0                | 0                | 40       | 4      | 0           | 0          |
| R. Grosser       | 0                   | 0                   | 0                   | 0                   | 2                | 0                | 0                | 0                | 2        | 0      | 0           | 0          |
| R. Grosser       | 0                   | 0                   | 0                   | 0                   | 2                | 0                | 0                | 0                | 2        | 0      | 0           | 0          |
| W. Ipta          | 4                   | 1                   | 0                   | 0                   | 28               | 7                | 0                | 0                | 32       | 8      | 0           | 0          |
| O. Jaworski      | 2                   | 0                   | 0                   | 0                   | 3                | 5                | 0                | 0                | 5        | 5      | 0           | 0          |
| F. Kosar         | 1                   | 0                   | 0                   | 0                   | 15               | 0                | 0                | 0                | 16       | 0      | 0           | 0          |
| D. Koulmann      | 3                   | 0                   | 0                   | 0                   | 17               | 2                | 0                | 0                | 20       | 2      | 0           | 0          |
| A. Kunstwadl     | 6                   | 0                   | 0                   | 0                   | 36               | 0                | 0                | 0                | 42       | 0      | 0           | 0          |
| P. Kupferschmidt | 6                   | 0                   | 0                   | 0                   | 30               | 0                | 0                | 0                | 36       | 0      | 0           | 0          |
| S. Maier         | 6                   | 0                   | 0                   | 0                   | 23               | 0                | 0                | 0                | 29       | 0      | 0           | 0          |
| M. Mokosch       | 0                   | 0                   | 0                   | 0                   | 5                | 0                | 0                | 0                | 5        | 0      | 0           | 0          |
| R. Ohlhauser     | 6                   | 1                   | 0                   | 0                   | 35               | 33               | 0                | 0                | 41       | 34     | 0           | 0          |
| W. Olk           | 0                   | 0                   | 0                   | 0                   | 17               | 0                | 0                | 0                | 17       | 0      | 0           | 0          |
| H. Ostner        | 0                   | 0                   | 0                   | 0                   | 12               | 0                | 0                | 0                | 12       | 0      | 0           | 0          |
| J. Röckenwagner  | 0                   | 0                   | 0                   | 0                   | 16               | 7                | 0                | 0                | 16       | 7      | 0           | 0          |
| K. Schneider     | 5                   | 2                   | 0                   | 0                   | 20               | 7                | 0                | 0                | 25       | 9      | 0           | 0          |
| O. Schumacher    | 0                   | 0                   | 0                   | 0                   | 1                | 0                | 0                | 0                | 1        | 0      | 0           | 0          |
| N. Wodarzik      | 4                   | 0                   | 0                   | 0                   | 22               | 4                | 0                | 0                | 26       | 4      | 0           | 0          |